# Звіт
Звіт — письмове повідомлення про виконання певної роботи.
Звіти бувають статистичні (цифрові) й текстові. Статистичні звіти пишуться на спеціальних, виготовлених друкарським способом бланках, текстові — на звичайному папері.

## Етимологія
Як відомо, слово «звіт» потрапило в нову літературну мову із західноукраїнської мовно-літературної практики в кінці XIX століття, і своєю появою завдячує  І. Верхратському. Так, у примітці до статті «У справі язиковій і декотрі замітки про книжки для українського люду» він пише: 
|  | Я б предложив на нім. Bericht, пол. sprawozdanie, рос. отчет — нове слово, мною утворене: звіт; Berichterstatter, sprawozdawca = звітник, звітуватель; berichten statten, sprawę zdawać — давати звіт, звітувати. |

У статті «Наша правопись» Верхратський пояснює, що утворив цей термін зі ст.-слов. і ст.-укр. извѣтъ («виправдання»; «привід»; «причина»), за аналогією до того як зі старого извѣштати («казати, розповідати»; «говорити, висловлювати»; «анонсувати») в українських гірських говірках постало слово звічати.
До того як власне українське «звіт» усталилося в літературній мові, подекуди вживалися запозичені терміни справоздання (пол. sprawozdanie) і одчот (рос. отчёт). Перше слово, колись поширене в західній частині України, походить від пол. sprawozdać («звітувати»), що в свою чергу сходить до виразу sprawę zdać («повідомити», буквально — «справу здати»). Друге ж траплялося на підросійській Україні і є калькою з фр. rapport. У російській мові вперше вжите В. Тредіаковським у 1740 році.

## Реквізити
- Штамп установи.
- Назва виду документа.
- Заголовок (вказуються установа, напрям діяльності, звітний період).
- Текст, який має такі частини:
  - вступ (вказуються завдання, які було поставлено перед установою за звітний період);
  - основна частина (опис та аналіз виконаної роботи);
  - висновки (пропозиції, зауваження, перспективи на майбутнє).
- Підпис керівника установи або особи відповідальної за складання звіту.
- Дата складання.
- Печатка.

Великий за обсягом звіт поділяється на частини, кожна з яких має свій заголовок.
У звітах, які не виходять за межі структурного підрозділу, печатка, штамп установи не ставляться.

## Види звітів
Основні види звітів: наукові звіти, анотовані звіти, рекомендаційні звіти, річні звіти, аудиторські звіти, робочі звіти, звіти про поїздки, звіти про розслідування, бюджетні звіти, поліцейські звіти, демографічні звіти, кредитні звіти, оціночні звіти, перевірочні звіти, військові звіти тощо.
Класифікація за типами:
1. Усний та письмовий;
2. Цифровий та у вигляді тексту;
3. Разовий та періодичний.

## Зразок
Звіт

Про педагогічну практику з 12.02.2003 по 12.03.2003

Студента філологічного факультету Задорожнього Д. М.

Педагогічну практику проходив у СШ № 31 м. Львова. У школі було створено належні умови для проходження практики. Усі вчителі української мови та літератури мають великий стаж роботи і високу фахову, методичну підготовку. Хоча шкільні кабінети української мови та літератури недостатньо обладнані технічними засобами навчання, проте добре забезпечені науковими посібниками та методичною літературою.

За час практики провів 14 контрольних уроків з мови та літератури. Всі уроки були обговорені з учителем і методистом. Практика в школі допомогла здобути практичні уміння і навички: проводити уроки різних типів, перевіряти будь-які види письмових робіт, планувати роботу з розвитку мовлення, виготовляти дидактичний матеріал для уроків.

Під час проведення уроків з мови та літератури особливих труднощів не виникало, за винятком аналізу контрольних робіт та диктантів.

Педагогічна практика поглибила і закріпила знання, здобуті в університеті, з фахових і психолого-педагогічних дисциплін, виробила вміння проводити навчально-виховну роботу з дітьми середнього шкільного віку, випробувати себе як класний керівник.

12.03.2003 підпис